# Claude Helffer
Claude Helffer (født 18. juni 1922, død 27. oktober 2004) var en fransk pianist særligt beundret for hans udøvelse af musik fra det 20. århundrede.
Han blev født i Paris og begyndte at tage klavertimer i en alder af fem år. Fra han var ti til anden verdenskrigs begyndelse studerede han hos Robert Casadesus. Under krigen blev han indskrevet ved École Polytechnique og kæmpede hos den franske modstandsbevægelse (i Maquis du Vercors). Efter krigen studerede han teori og komposition hos René Leibowitz. Han fik sin debut i Paris i 1948 og fra 1954 spillede han regelmæssigt ved koncerter med Domaine musical.
Helffer afholdte mesterklasser over hele verden.